# Błaszki
Błaszki è un comune urbano-rurale polacco del distretto di Sieradz, nel voivodato di Łódź.
Ricopre una superficie di 201,63 km² e nel 2004 contava 15 201 abitanti.